# Venancio Alves Maria

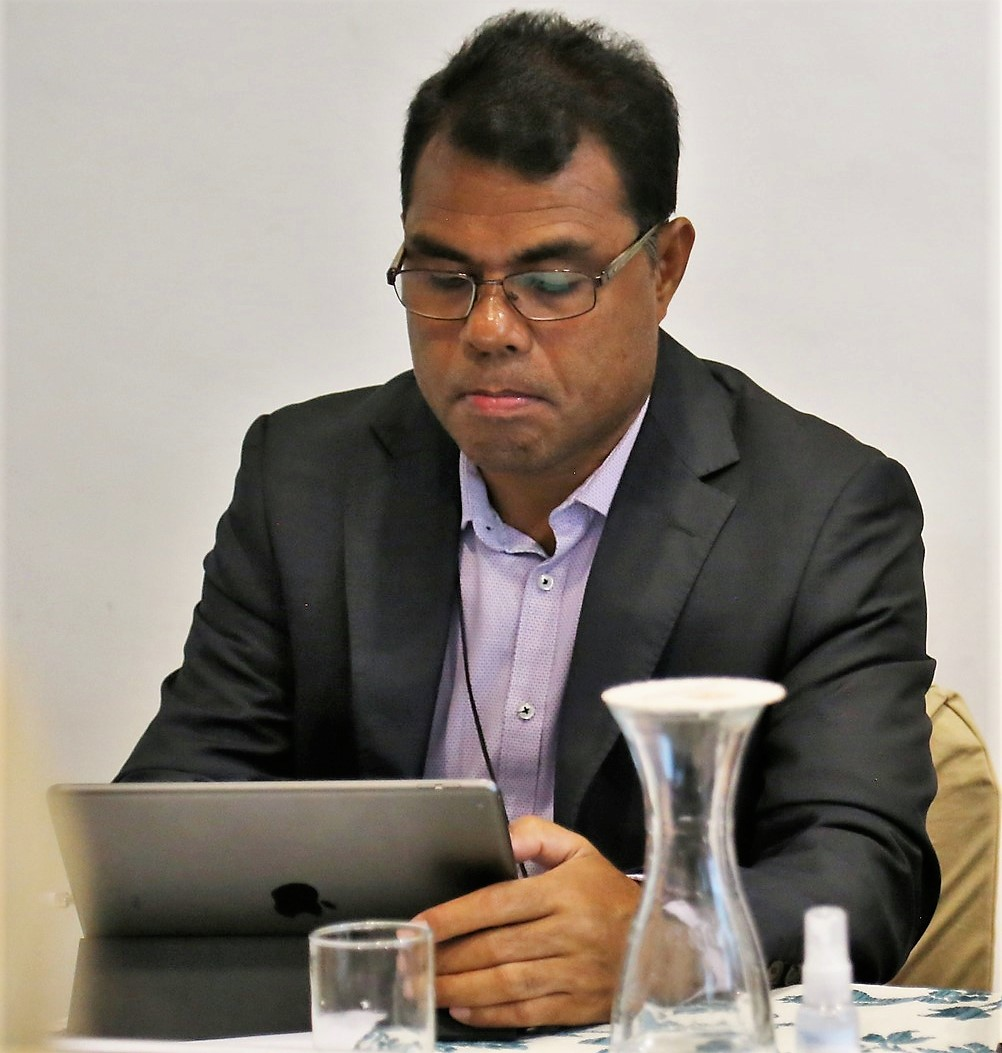
Venancio Alves Maria (2022)

Venancio Alves Maria ist ein osttimoresischer Finanzbeamter.

## Werdegang
Alves Maria hat einen Master-Abschluss in Wirtschaftsentwicklung von der indonesischen Gadjah-Mada-Universität.
Anderthalb Jahre arbeitete Alves Maria als Finanzbeauftragter beim osttimoresischen Zweig der Australia and New Zealand Banking Group. Mitte 2005 wurde er kurz nach der Gründung des Petroleumfonds von Osttimor in dessen Verwaltung Chief Risk Manager. Von April 2006 bis November 2017 diente er als Exekutivdirektor des Petroleum Fund Managements bei der Zentralbank von Osttimor (BCTL). Außerdem wurde er als nicht stimmberechtigtes Mitglied in den Investitionsbeirat des Petroleum Fund ernannt, wo er die Zentralbank seit September 2012 vertritt. Außerdem arbeitete Alves Maria als Bankprüfer in der Abteilung für Bankenaufsicht der Zentralbank, bis er im November 2017 zum stellvertretenden Gouverneur der BCTL ernannt wurde.